# الموسوعة الجغرافية للعالم الإسلامي
الموسوعة الجغرافية للعالم الإسلامي هي موسوعة جغرافية مقدمة من جامعة الإمام محمد بن سعود الإسلامية صدرت بمناسبة الاحتفال بمرور 100 عام على تأسيس المملكة العربية السعودية، وطبعت على نفقة سليمان بن عبدالعزيز الراجحي.

## المحتويات
- المجلد الأول: انتشار الإسلام
- المجلد الثاني القسم الأول: إقليم شبه الجزيرة العربية (السعودية، الكويت، قطر، البحرين)
- المجلد الثاني القسم الثاني: إقليم شبه الجزيرة العربية (الإمارت، عمان، اليمن)
- المجلد الثالث القسم الأول: المملكة العربية السعودية
- المجلد الثالث القسم الثاني: المملكة العربية السعودية
- المجلد الرابع: الهلال الخصيب (العراق، الأردن، فلسطين، لبنان، سوريا)
- المجلد الخامس: إقليم النطاق الجبلي في غربي آسيا (تركيا، إيران، أفغانستان)
- المجلد السادس: شبه القارة الهندية، باكستان، بنجلاديش، المالديف
- المجلد السابع: إقليم جنوب شرقي آسيا (ماليزيا، بروناي، اندونيسيا)
- المجلد الثامن: إقليم حوض النيل (مصر، السودان، أثيوبيا، أوغندة)
- المجلد التاسع: إقليم شمالي أفريقيا (ليبيا، تونس، الجزائر، المغرب)
- المجلد العاشر: إقليم شرقي أفريقيا (تنزانيا، الصومال، جيبوتي، إريتريا، جزر القمر)
- المجلد الحادي عشر: إقليم الصحراء الكبرى (تشاد، النيجر، مالي، موريتانيا)
- المجلد الثاني عشر: إقليم غربي افريقيا (غينيا، غينيا بيساو، غامبيا، السنغال، سيراليون)
- المجلد الثالث عشر: إقليم غربي افريقيا (بنين، نيجيريا، الكاميرون، بوركينا فاسو، توجو، الجابون)
- المجلد الرابع عشر القسم الأول: الأقليات المسلمة في العالم المعاصر (آسيا، أفريقيا، أستراليا، نيوزلندا)
- المجلد الرابع عشر القسم الثاني: الأقليات المسلمة في العالم المعاصر (أوروبا، أمريكا الشمالية، أمريكا الجنوبية)
- المجلد الخامس عشر: الملامح العامة لجغرافية العالم الإسلامي
- المجلد السادس عشر: أطالس العالم الإسلامي
- المجلد السابع عشر: أطالس العالم الإسلامي